# 알버트 델피

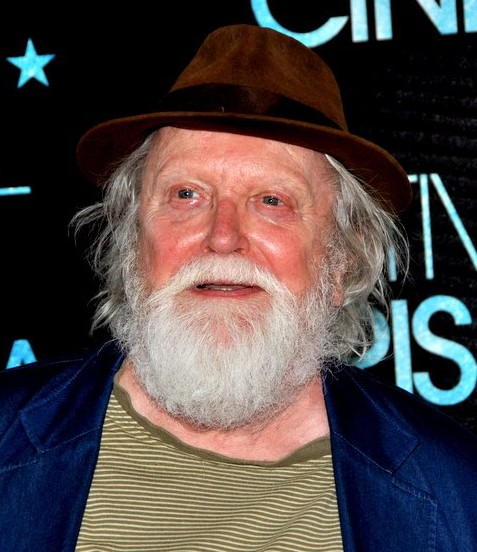

알베르 델피(Albert Delpy, 1941년 9월 13일 ~ )는 프랑스의 배우, 무대 연출가, 각본가이다.
호찌민시에서 태어났다.

## 출연 작품
- 디어스킨 (2019년)
- 세일즈 고시스 (2017년)
- 다이빙: 그녀에 빠지다 (2017년) - 레오 역
- 하우 아이 멧 마이 파더 (2016년)
- 7월 14일의 소녀 (2013년)
- 배틀트립 투 그리스 (2013년) - 로저 삼촌 역
- 2 데이즈 인 뉴욕 (2012년) - 진낫 역
- 맘무스 (2010년)
- 미녀들의 전쟁 (2008년)
- 뉴욕에서 온 남자, 파리에서 온 여자 (2007년) - 진놋 역
- 릴리와 바오밥 나무 (2006년)
- Jeanne à petits pas (2006) - 단편
- 비포 선셋 (2004년)
- 모두를 위한 하나 (1999, Une pour toutes)
- 사샤의 병 (1999년)
- Les Trois soeurs (1998년)
- 리디큘 (1996년)
- 샤베르 대령 (1994년)
- 사랑한다면 이들처럼 (1990년)
- Celeri remoulade (1989년)
- 노벰버 문 (1985년)
- 우리는 두 번 죽지 않는다 (1985, On ne meurt que deux fois)